# Río Verde (Chili)
Pour les articles homonymes, voir Río Verde.
Río Verde est une commune du Chili située en Patagonie à l'extreme sud d pays. Elle fait partie de la province de Magallanes, elle-même rattachée à la région de Magallanes et de l'Antarctique chilien.

## Géographie
Le territoire de la commune comprend une partie continentale et une partie insulaire constituée principalement de l'île Riesco d'une superficie de 5 110 km² séparée du continent par le Seno Otway et le canal Fitz Roy. Río Verde se trouve à 2 131 kilomètres à vol d'oiseau au sud de la capitale Santiago (3 022 km par la route en passant par l'Argentine) et à 76 kilomètres au nord de Punta Arenas capitale de la région de Magallanes.

## Démographie
La population très réduite comprend trois hameaux : Rio Verde, Puerto Curtze
et Villa Ponsomby. En 2012, la population de la commune s'élevait à 201 habitants. La superficie de la commune est de 99 751 km2 (densité de 0,02 hab./km²).

## Économie
Des mines de charbon ont été exploitées à compter de la fin du XIXème siècle jusque dans les années 1950. Aujourd'hui la principale activité est l'élevage extensif de moutons.

Position de Calbuco (en rouge) au sein de la Région des Lacs.